# Формула-1 — Гран-прі Австралії 2010
Гран-прі Австралії 2010 року (офіційно LXXV Qantas Australian Grand Prix) — автогонка чемпіонату світу «Формули-1», яка пройшла 28 березня 2010 року на трасі Альберт-Парк, Мельбурн, Австралія. Це була друга гонка сезону 2010 Формули-1.
Авіакомпанія Qantas повернулася як титульний спонсор етапу. Перед цим вона вже була ним з 1997 по 2001 роки.

## Звіт

### Кваліфікація
Похмуро. Сухо. Температура повітря +21 °C, траси +22 °C

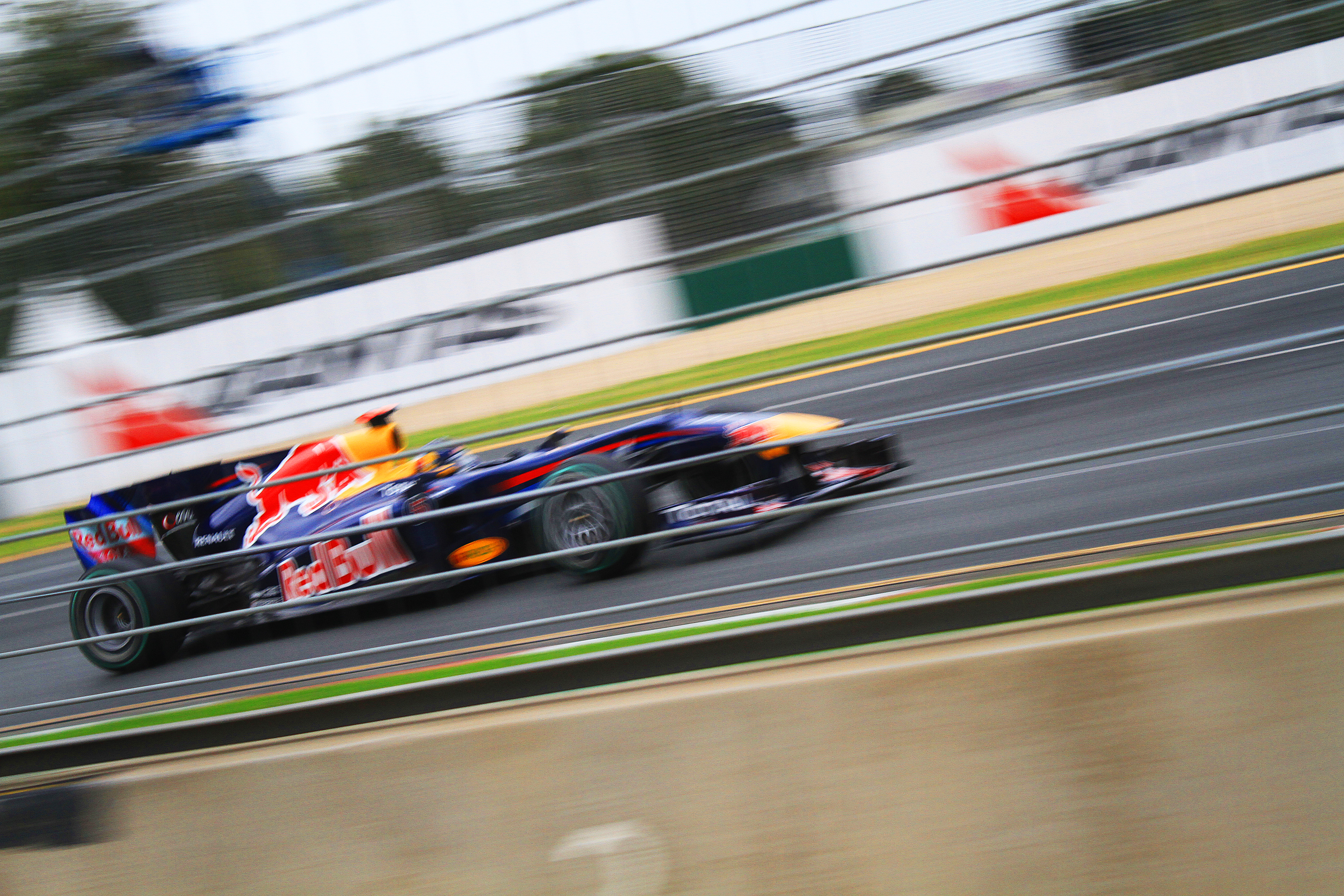
Себастьян Феттель завоював другий поул для Red Bull Racing у сезоні 2010 року.

У суботу похолодало, небо затягнули хмари, прогноз обіцяв дощ, але траса залишалася сухою. На ранкових вільних заїздах Марк Веббер проїхав коло швидше найкращого результату 2009 року, показаного Рубенсом Барікелло в другій кваліфікаційній сесії, позначивши перший орієнтир для кваліфікації — 1:24.719. Багато хто вважав, що подовжені машини з великими паливними баками та вузькими передніми шинами поступляться торішнім у швидкості, але кваліфікація довела протилежне.
У першій сесії протокол очолив Себастьян Феттель — 1:24.774, з подальшої боротьби вибули гонщики трьох нових команд і Віталій Петров. Найкращі стартові позиції серед новачків завоювали пілоти Lotus — Хейккі Ковалайнен стартуватиме 19-м, Труллі — 20-м.
На початку другої сесії гонщики поспішили на трасу — дощ почав накрапати, але миттєво припинився. Протокол очолив Себастьян Феттель — 1:24.096, з подальшої боротьби вибули Гамільтон, Буемі, Ліуцці, де ла Роса, Хюлькенберг, Кобаясі і Альгерсуарі. Траса остигала, хмари підступали все ближче.
У фінальній сесії швидкості зросли ще більше — Себастьян Феттель проїхав коло за 1:23.919 — новий абсолютний рекорд траси. Німець завоював другий поул у цьому сезоні і сьомий у кар'єрі. Дві машини Red Bull Racing зайняли перший ряд стартового поля. Третім стартує Фернандо Алонсо, четвертим — Дженсон Баттон.

### Перегони
Похмуро. Невеликий дощ. Температура повітря 25-26°С траси 22-23°С.

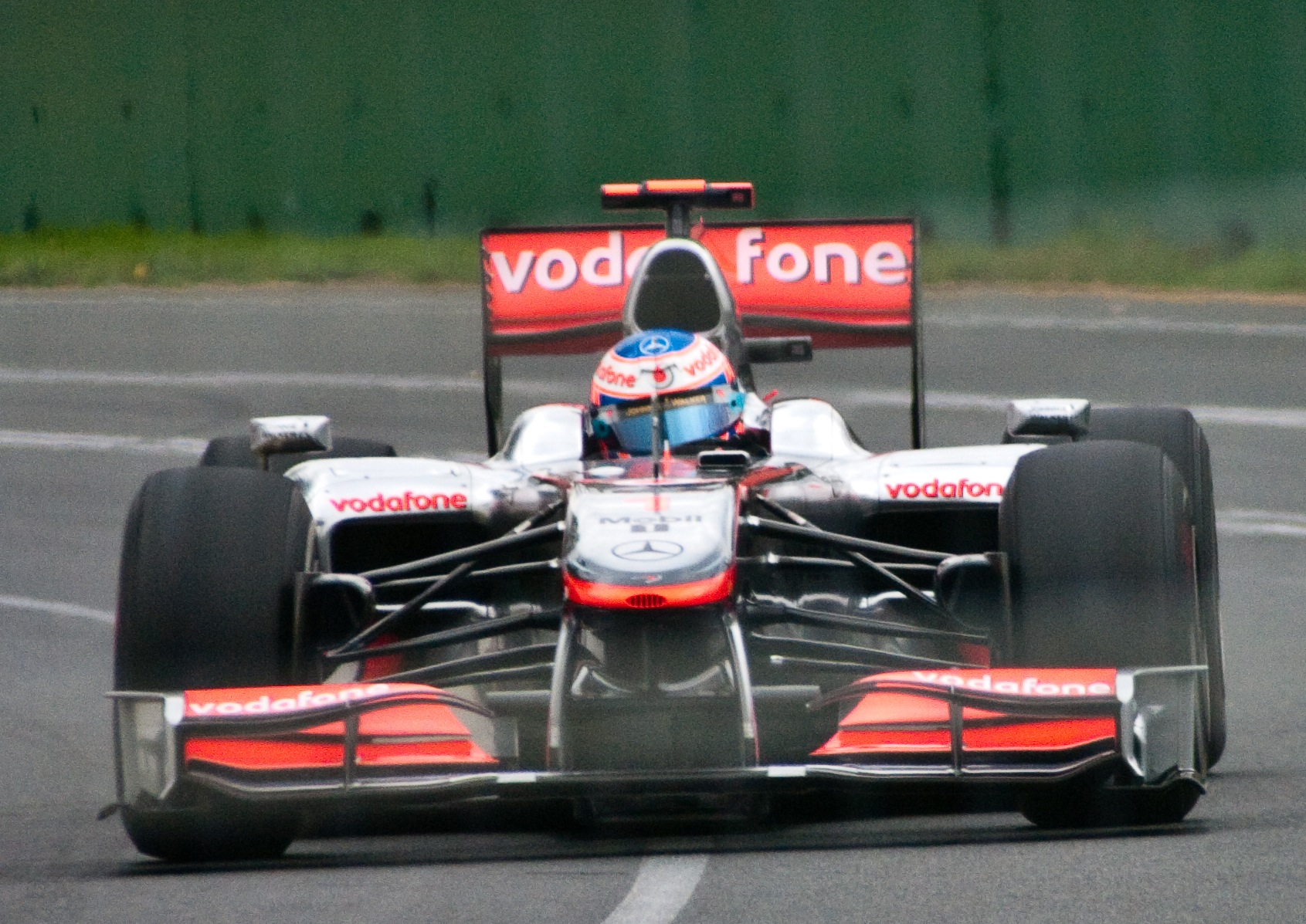
Дженсон Баттон довів гонку до перемоги — першої у складі McLaren.

За двадцять хвилин до старту гонки в Мельбурні почав накрапати дощ, гонщики виїжджали на формувальне коло на сліках, але на стартовому полі механіки поставили проміжну гуму. Гонщики Virgin Racing стартували з піт-лейн, Ярно Труллі не вийшов на старт через поломку гідравлічного насоса.
Себастьян Феттель втримав лідерство у першому повороті, Феліпе Масса прорвався на друге місце, Гамільтон, Кубіца і Петров відіграли кілька позицій. Алонсо розвернуло в першому повороті після контакту з Баттоном. Кобаясі, втративши переднє антикрило, врізався у бар'єр, а після — в Хюлкенберга і Буемі. Міхаель Шумахер вирушив у бокси для заміни носового обтічника. На трасу виїхав автомобіль безпеки.
На рестарті Алонсо обійшов Глока у боротьбі за 17-е місце, Гамільтон — Баттона. На шостому колі Баттон вирушив у бокси і отримав комплект Soft — траса стрімко підсихала, Дженсон спочатку вилетів на гравій, але на дев'ятому-десятому колах і суперники вирушили за сліками, лише Феттель, Веббер, Сутіл і ді Грассі залишилися на проміжних шинах.
На десятому колі з боротьби вибув Віталій Петров, вилетівши на гравій, а Веббер вирушив у бокси. Перша десятка на 12-му колі: Феттель — Баттон — Кубіца — Росберг — Масса — Веббер — Гамільтон — Барікелло — де ла Роса — Алонсо.

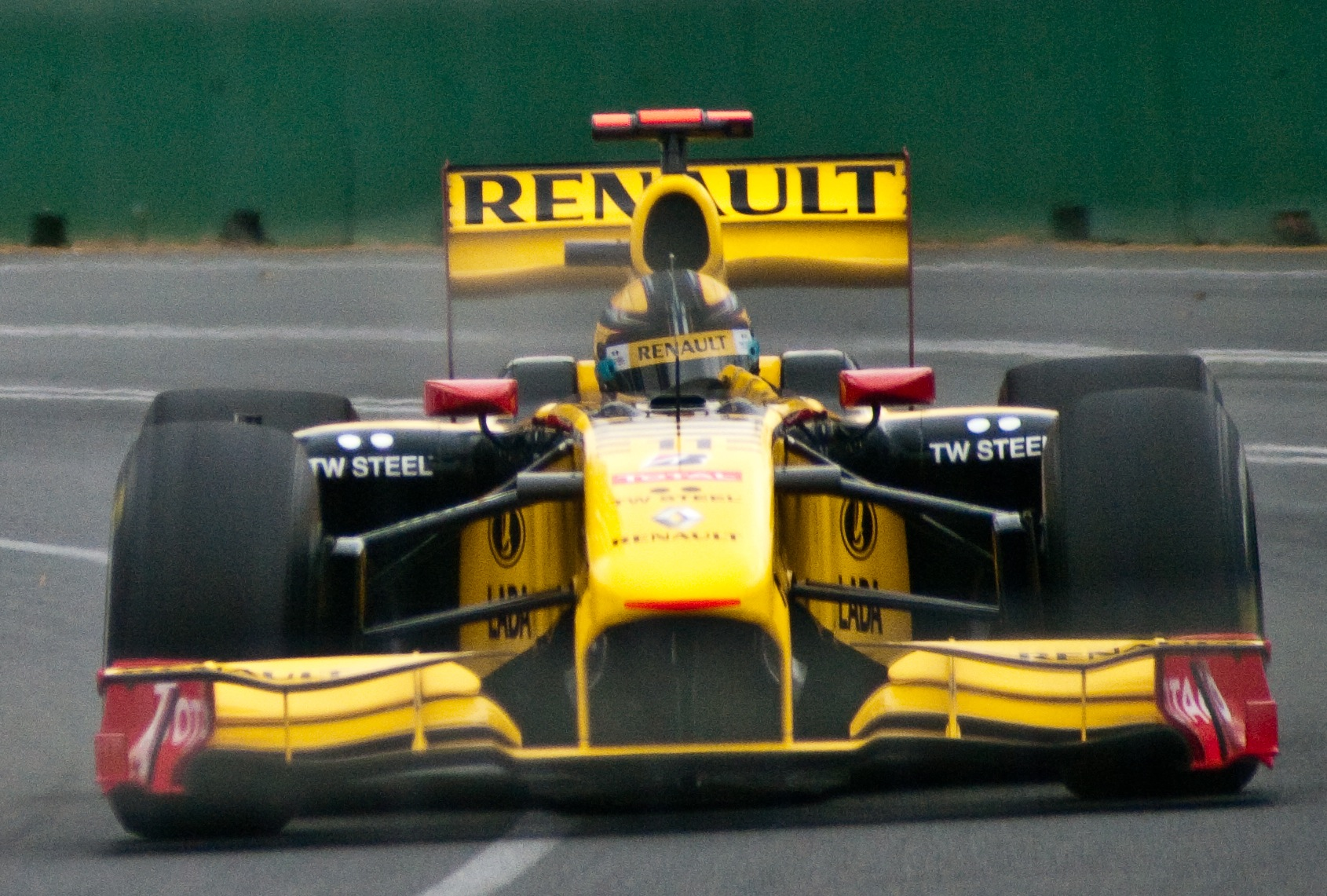
Роберт Кубіца фінішував другим.

На 16-му колі Веббер і Гамільтон обійшли Массу, відразу після цього Льюїс атакував Марка — відбувся контакт, австралієць вилетів з траси, а Масса повернув позицію. На 22-му колі Гамільтон випередив Массу, слідом Алонсо, який їхав, змістився на мокру ділянку траси і його обігнав Веббер.
На 26-му колі Гамільтон обігнав Росберга, а Себастьян Феттель, який лідирував у гонці, через проблеми з кріпленням правого переднього колеса вилетів з траси і припинив боротьбу. Гонку очолив Дженсон Баттон, Кубіца і Гамільтон боролися за друге місце.
На 30-му колі Шумахер відвідав бокси і показав найкращий час на колі, на 32-му в бокси звернув Барікелло, на 33-му — Веббер, на 34-му — Росберг. На 35-му колі механіки обслужили Гамільтон, Люїс повернувся на трасу перед Веббером.
Перша десятка на 40-му колі: Баттон — Кубіца — Маса — Алонсо — Гамільтон — Росберг — Ліуцці — де ла Роса — Барікелло, при цьому тільки четверо гонщиків з десятки побували на двох піт-стопах — Гамільтон, Веббер, Росберг і Барікелло, решта вирішили фінішувати на м'яких шинах, отриманих на дев'ятому-десятому колі. Гума була зношена, але піт-стоп міг вивести лідерів з боротьби.
Гамільтон і Веббер на свіжіших шинах стрімко відігравали відставання від Кубіци, Масси і Алонсо. Лише Баттон міг відчувати себе відносно комфортно, маючи перевагу в 17 секунд. За вісім кіл до фінішу Гамільтон і Веббер наздогнали Алонсо і Массу, але у британця і австралійця гума теж вже була серйозно зношена. За два кола до фінішу Льюїс атакував Алонсо, але на гальмуванні в нього врізався Веббер. Гамільтона розвернуло, британець зміг залишитися на трасі, а Марк вирушив у бокси для заміни переднього обтічника.
Баттон впевнено довів гонку до перемоги — першої у складі McLaren. Роберт Кубіца фінішував другим, Феліпе Масса піднявся на третю сходинку подіуму.

## Класифікація

### Кваліфікація
| Поз | №  | Пілот             | Констркутор          | Частина 1 | Частина 2 | Частина 3 | Старт |
| --- | -- | ----------------- | -------------------- | --------- | --------- | --------- | ----- |
| 1   | 5  | Себастьян Феттель | Red Bull-Renault     | 1:24.774  | 1:24.096  | 1:23.919  | 1     |
| 2   | 6  | Марк Веббер       | Red Bull-Renault     | 1:25.286  | 1:24.276  | 1:24.035  | 2     |
| 3   | 8  | Фернандо Алонсо   | Ferrari              | 1:25.082  | 1:24.335  | 1:24.111  | 3     |
| 4   | 1  | Дженсон Баттон    | McLaren-Mercedes     | 1:24.897  | 1:24.531  | 1:24.675  | 4     |
| 5   | 7  | Феліпе Масса      | Ferrari              | 1:25.548  | 1:25.010  | 1:24.837  | 5     |
| 6   | 4  | Ніко Росберг      | Mercedes             | 1:24.788  | 1:24.788  | 1:24.884  | 6     |
| 7   | 3  | Міхаель Шумахер   | Mercedes             | 1:25.351  | 1:24.871  | 1:24.927  | 7     |
| 8   | 9  | Рубенс Барікелло  | Williams-Cosworth    | 1:25.702  | 1:25.085  | 1:25.217  | 8     |
| 9   | 11 | Роберт Кубіца     | Renault              | 1:25.588  | 1:25.122  | 1:25.372  | 9     |
| 10  | 14 | Адріан Сутіл      | Force India-Mercedes | 1:25.504  | 1:25.046  | 1:26.036  | 10    |
| 11  | 2  | Льюїс Гамільтон   | McLaren-Mercedes     | 1:25.046  | 1:25.184  |           | 11    |
| 12  | 16 | Себастьєн Буемі   | Toro Rosso-Ferrari   | 1:26.061  | 1:25.638  |           | 12    |
| 13  | 15 | Вітантоніо Ліуцці | Force India-Mercedes | 1:26.170  | 1:25.743  |           | 13    |
| 14  | 22 | Педро де ла Роса  | BMW Sauber-Ferrari   | 1:26.089  | 1:25.747  |           | 14    |
| 15  | 10 | Ніко Хюлькенберг  | Williams-Cosworth    | 1:25.866  | 1:25.748  |           | 15    |
| 16  | 23 | Камуї Кобаясі     | BMW Sauber-Ferrari   | 1:26.251  | 1:25.777  |           | 16    |
| 17  | 17 | Хайме Альгерсуарі | Toro Rosso-Ferrari   | 1:26.095  | 1:26.089  |           | 17    |
| 18  | 12 | Віталій Петров    | Renault              | 1:26.471  |           |           | 18    |
| 19  | 19 | Хейккі Ковалайнен | Lotus-Cosworth       | 1:28.797  |           |           | 19    |
| 20  | 18 | Ярно Труллі       | Lotus-Cosworth       | 1:29.111  |           |           | PL1   |
| 21  | 24 | Тімо Глок         | Virgin-Cosworth      | 1:29.592  |           |           | PL2   |
| 22  | 25 | Лукас ді Грассі   | Virgin-Cosworth      | 1:30.185  |           |           | PL2   |
| 23  | 21 | Бруно Сенна       | HRT-Cosworth         | 1:30.526  |           |           | 21    |
| 24  | 20 | Карун Чандхок     | HRT-Cosworth         | 1:30.613  |           |           | 22    |

Примітки:
1.↑  — Ярно Труллі спробував почати гонку з піт-лейн після того як у його Lotus на стартовому полі були виявлені неполадки з гідравлікою, але команда не змогла їх виправити.
2.↑  — Тімо Глок і Лукас ді Грассі стартували з піт-лейн.

### Перегони
| Поз  | №  | Пілот             | Конструктор          | Кола | Час/Схід    | Старт | Очки |
| ---- | -- | ----------------- | -------------------- | ---- | ----------- | ----- | ---- |
| 1    | 1  | Дженсон Баттон    | McLaren-Mercedes     | 58   | 1:33:36.531 | 4     | 25   |
| 2    | 11 | Роберт Кубіца     | Renault              | 58   | +12.034     | 9     | 18   |
| 3    | 7  | Феліпе Масса      | Ferrari              | 58   | +14.488     | 5     | 15   |
| 4    | 8  | Фернандо Алонсо   | Ferrari              | 58   | +16.304     | 3     | 12   |
| 5    | 4  | Ніко Росберг      | Mercedes             | 58   | +16.683     | 6     | 10   |
| 6    | 2  | Льюїс Гамільтон   | McLaren-Mercedes     | 58   | +29.989     | 11    | 8    |
| 7    | 15 | Вітантоніо Ліуцці | Force India-Mercedes | 58   | +59.847     | 13    | 6    |
| 8    | 9  | Рубенс Барікелло  | Williams-Cosworth    | 58   | +1:00.536   | 8     | 4    |
| 9    | 6  | Марк Веббер       | Red Bull-Renault     | 58   | +1:07.319   | 2     | 2    |
| 10   | 3  | Міхаель Шумахер   | Mercedes             | 58   | +1:09.391   | 7     | 1    |
| 11   | 17 | Хайме Альгерсуарі | Toro Rosso-Ferrari   | 58   | +1:11.301   | 17    |      |
| 12   | 22 | Педро де ла Роса  | BMW Sauber-Ferrari   | 58   | +1:14.084   | 14    |      |
| 13   | 19 | Хейккі Ковалайнен | Lotus-Cosworth       | 56   | +2 кола     | 19    |      |
| 14   | 20 | Карун Чандхок     | HRT-Cosworth         | 53   | +5 кіл      | 22    |      |
| Схід | 24 | Тімо Глок         | Virgin-Cosworth      | 41   | Підвіска    | 23    |      |
| Схід | 25 | Лукас ді Грассі   | Virgin-Cosworth      | 26   | Гідравліка  | 24    |      |
| Схід | 5  | Себастьян Феттель | Red Bull-Renault     | 25   | Гальма      | 1     |      |
| Схід | 14 | Адріан Сутіл      | Force India-Mercedes | 9    | Двигун      | 10    |      |
| Схід | 12 | Віталій Петров    | Renault              | 9    | Виліт       | 18    |      |
| Схід | 21 | Бруно Сенна       | HRT-Cosworth         | 4    | Гідравліка  | 21    |      |
| Схід | 16 | Себастьєн Буемі   | Toro Rosso-Ferrari   | 0    | Зіткнення   | 12    |      |
| Ret  | 10 | Ніко Хюлькенберг  | Williams-Cosworth    | 0    | Зіткнення   | 15    |      |
| Ret  | 23 | Камуї Кобаясі     | BMW Sauber-Ferrari   | 0    | Зіткнення   | 16    |      |
| DNS  | 18 | Ярно Труллі       | Lotus-Cosworth       | 0    | Гідравліка  | 20    |      |

## Положення в чемпіонаті після Гран-прі
| Поз | Пілот           | Очки |
| --- | --------------- | ---- |
| 1   | Фернандо Алонсо | 37   |
| 2   | Феліпе Масса    | 33   |
| 3   | Дженсон Баттон  | 31   |
| 4   | Льюїс Гамільтон | 23   |
| 5   | Ніко Росберг    | 20   |

| Поз | Конструктор      | Очки |
| --- | ---------------- | ---- |
| 1   | Ferrari          | 70   |
| 2   | McLaren-Mercedes | 54   |
| 3   | Mercedes         | 29   |
| 4   | Renault          | 18   |
| 5   | Red Bull-Renault | 18   |

- Примітка: Тільки 5 позицій включені в обидві таблиці.